# Galder Gaztelu-Urrutia
Galder Gaztelu-Urrutia (Bilbao, 9 ottobre 1974) è un regista spagnolo.

## Biografia
Fino al 2018 ha lavorato per la pubblicità e la televisione. Nel 2019 ha diretto il suo primo lungometraggio, Il buco. Il film ha ricevuto il Midnight Madness Audience Award, al Festival di Sitges, dove ha vinto il premio per il miglior film, e al Toronto International Film Festival, ha ricevuto il premio del pubblico.

## Stile ed influenze
Tra i suoi riferimenti, si notano titoli letterari come La divina commedia e film come L'angelo sterminatore (Luis Buñuel, 1962), Delicatessen (Jean-Pierre Jeunet e Marc Caro, 1991), Blade Runner (Ridley Scott, 1982) o Taxi Driver (Martin Scorsese, 1976).

## Filmografia

### Regista

#### Cinema
- Il buco (El hoyo) (2019)
- Il buco 2 (El hoyo 2) (2024)
- Rich Flu (2024)

#### Cortometraggi
- 913 (2004)
- The House on the Lake (2011)